# Елена Катина
Елена Сергеевна Катина е руска вокалистка, станала известна с участието си в дуета „Тату“, където пее заедно с Юлия Волкова.

## Биография

### Произход и детски години
Родена е на 4 октомври 1984 г. в Москва. Зодия везни е. Тя е най-голямото от трите деца в семейството и единствената дъщеря на Сергей Василиевич Катин - руски автор на поп-музика и Инеса Всеволодовна Катина. По-малката ѝ сестра има друг баща, а полубрат ѝ Иван е с различна майка. Израснала е в религиозно православно семейство.
През 1992 г. се записва в известния руски детски ансамбъл „Авеню“. Участва в него три години и на 11-годишна възраст е приета да участва в детски ансамбъл „Непоседы“, който напуска малко след Юлия.
Хобитата на Лена са художествена гимнастика, бални танци, фигурно пързаляне и плуване. Добре свири на пиано.

### Кариера
През 1999 г. след кастинг, организиран от сценариста Иван Шаповалов, попада в музикален проект, получил скоро след това името „Тату“. С композитора Александър Войтински тя записва песните „Югославия“ и „Скажи, зачем“. По-късно в проекта влиза и Юлия Волкова. Групата 't.A.T.u' е скандална, заради лесбийкия имидж на певиците, който се потвърждава още с първата им песен „Я сошла с ума“. Първоначално момичетата трудно възпремат факта, че продуцента им ги кара да поддържат този имидж. Сексуалната ориентация на участничките остава предмет на широко обсъждане, докато те не признават в руския телевизионен ефир през декември 2003, че не са лесбийки, а само поддържат имидж, създаден от продуцентите за маркетингови цели. Самото име t.A.T.u. означава „Та любит Ту“ ('Едната обича другата'). През 2002 г. Тату идват и в България.
От 2001 г. е студентка в Московсковския хуманитарно-икономически институт, факултет психология.
През 2013 г. Лена се снима в еротична фотосесия за руското издание на сп. Maxim.
През лятото на 2013 г. Лена се омъжва за дългогодишния си приятел – словенския музикант Саша Кузманович. На 22 май 2015 г. ражда син. Новината съобщава самата тя в Инстаграм. „Приятели мои! Искам да споделя с вас своето щастие. Днес на бял свят се появи един малък човек, нашият със Сашо син Александър“. Днес певицата живее в Лос Анджелис със съпруга си.
През ноември 2014 г. италианското издание на списание Grazia включва в броя си едиториъл на Лена, обединяващ интервю и стилна модна фотосерия с червенокосата рускиня.
Hа 14 ноември 2014 г. първият и самостоятелен албум „This is Who I Am“ излиза на музикалния пазар, а три дни по-късно (на 17 ноември) за броени часове се изкачва до топ 10 на най-голямата дигитална платформа за музика в Русия – iTunes.